# 가고파 (1984년 영화)
"가고파"는 1984년에 개봉한 대한민국의 영화이다.

## 캐스팅
- 윤일봉 : 박인규 역
- 정영숙
- 이순재
- 박근형 : 성규 역
- 황정순 : 최씨 역
- 김진규
- 이영하
- 김미숙
- 박혜숙
- 김애경
- 구충서
- 송승환
- 오영화
- 이구순
- 이현정
- 전숙
- 최석
- 서평석
- 김봉근
- 김기종
- 최일
- 이완형
- 김동준
- 홍희정
- 김수호
- 안진희
- 이완희